# Piletocera ulophanes
Piletocera ulophanes là một loài bướm đêm trong họ Crambidae.